# ビバリーヒルズ

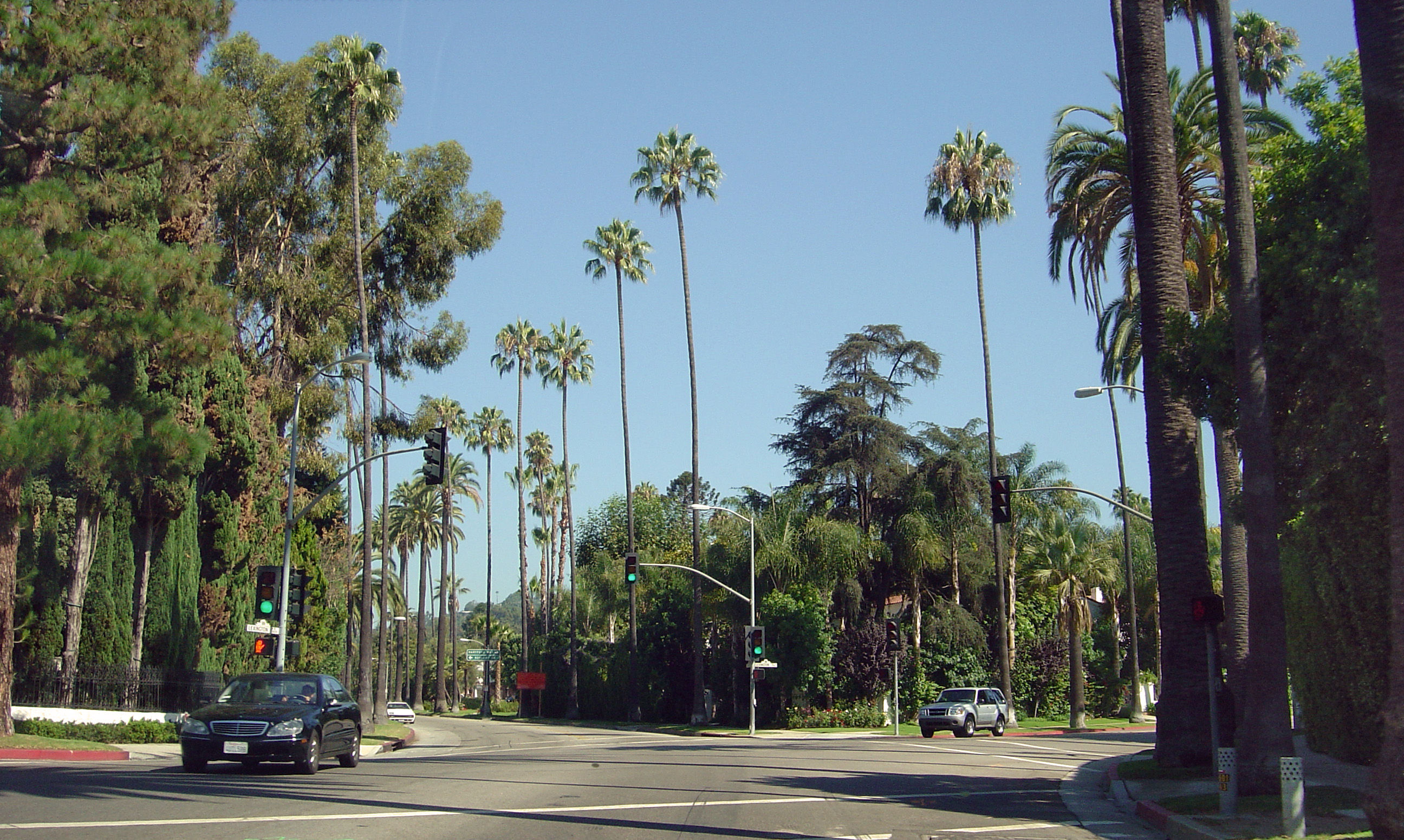
ビバリーヒルズのヤシ並木

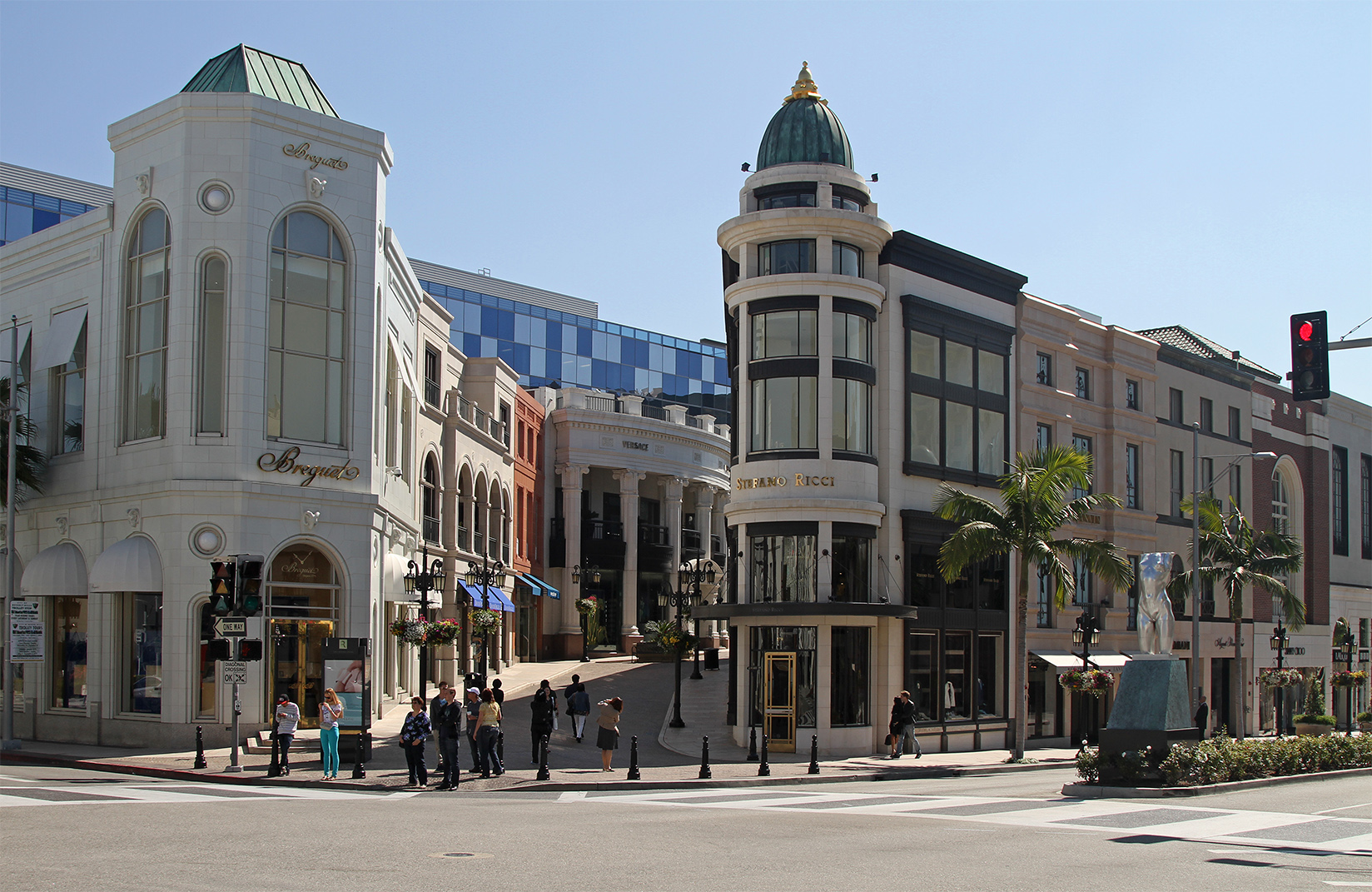
ロデオドライブ

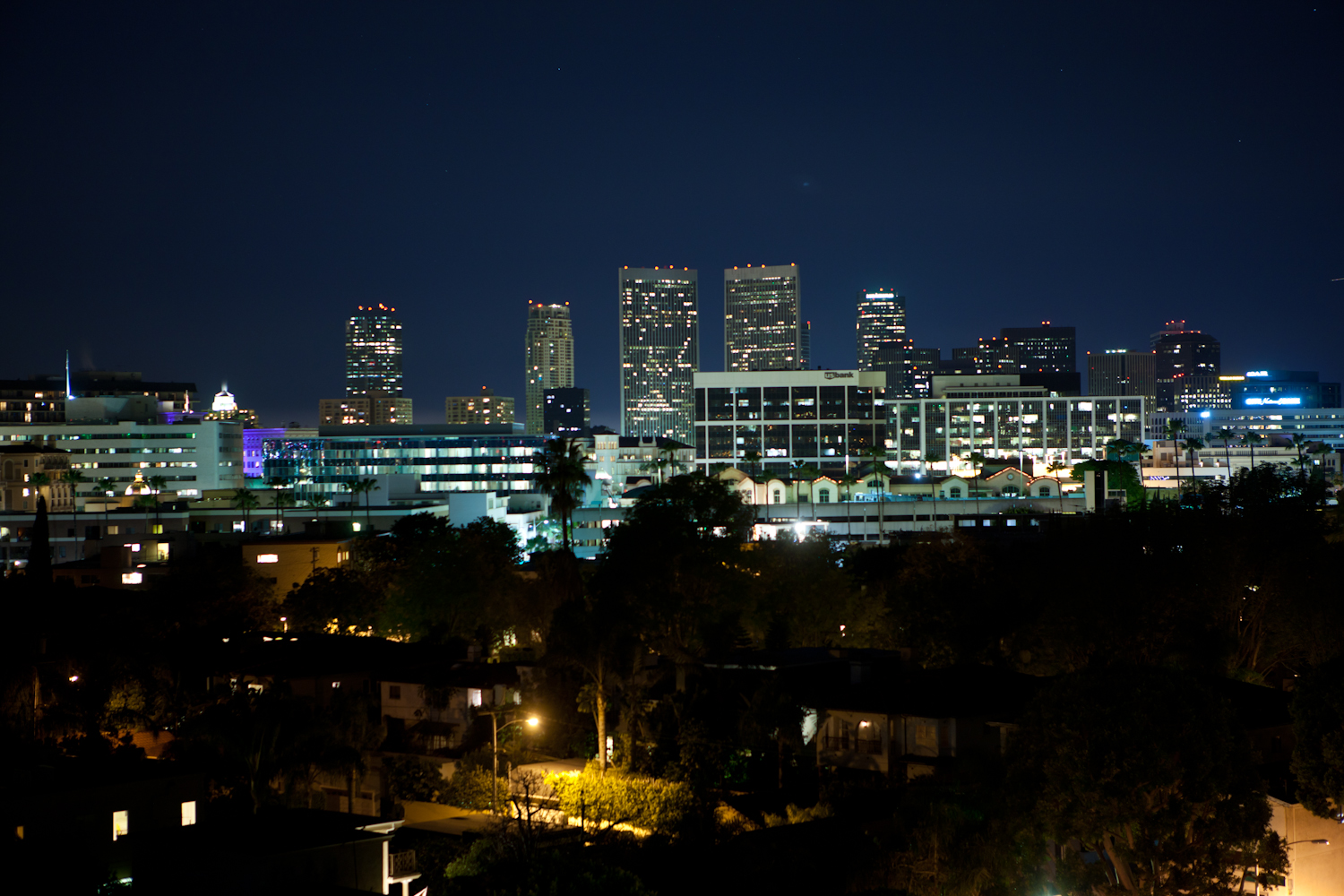
ロサンゼルスのセンチュリーシティとビバリーヒルズの夜景

ビバリーヒルズ（Beverly Hills）は、アメリカ合衆国カリフォルニア州ロサンゼルス郡の西部に位置する都市。英語発音に忠実に表記するとベヴァリ・ヒルズ（英語発音: [ˈbɛvɚli hɪlz]）。

## 概要
ハリウッドセレブなどの多くの邸宅が立ち並ぶ、ロサンゼルス近郊にある全米有数の高級住宅街として世界的に知られている。特に高級ブティックの建ち並ぶロデオドライブは有名で、観光名所にもなっている。また、ビバリーヒルズ高校白書をはじめとするテレビドラマやハリウッド映画の撮影も多く行われている。
市の財政は豊かで瀟洒な街並みを保ち、またロサンゼルス郡保安局（LASD）の管轄下ではなく、ロサンゼルス市同様、独自に「ビバリーヒルズ警察」を持つ事が出来、高水準で治安の良さを保っている。英語で市長はmayorだが、ビバリーヒルズ市は市長をcity managerとしている。人口は3万2701人（2020年）。

## 地理
ビバリーヒルズは、北緯34度4分23秒 西経118度23分58秒 / 北緯34.07306度 西経118.39944度(34.073109, -118.399460)に位置している。
アメリカ合衆国統計局によると、ビバリーヒルズ市は総面積14.7 km2 (5.7 mi2) である。市の全域が陸地で、水地域はない。

## 人口統計

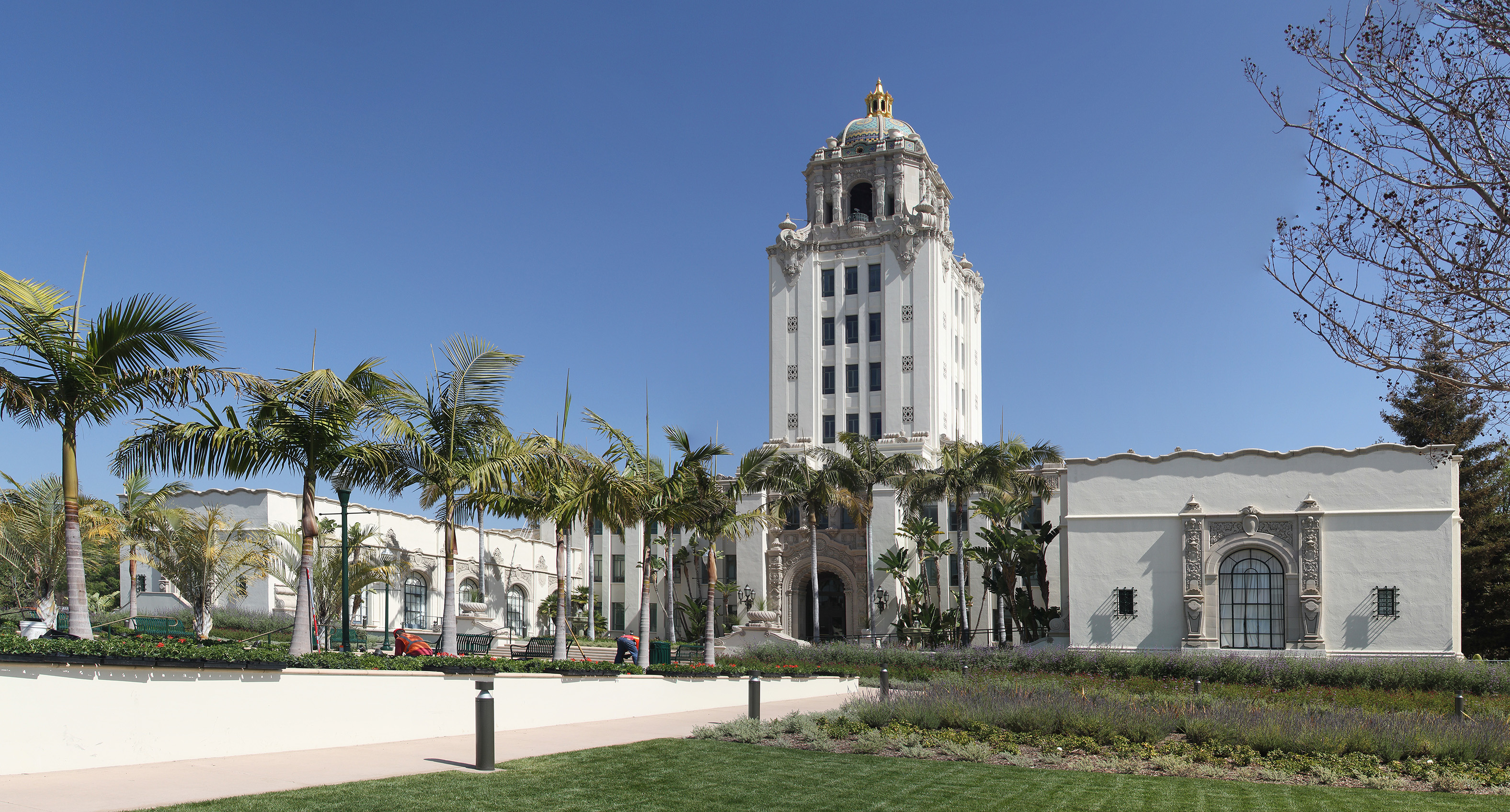
シティ・ホール

2020年アメリカ合衆国国勢調査で、ビバリーヒルズ市は人口32,903人、世帯数15,035、8,269家族が暮らしている。人口密度は2,300.5人/km2 (5,954.0人/mi2) である。1,079.7軒/km2 (2,794.4軒/mi2) の密度で15,856軒の住宅が建っている。
同市の人口構成を人種別に見ると白人74.0%、アフリカ系アメリカ人1.77%、ネイティブ・アメリカン0.13%、アジア人11.3%、太平洋諸島系0.03%、その他の人種1.50%、及び混血4.46%である。人口の4.63%はヒスパニックまたはラテン系である。ビバリーヒルズには大規模なイラン人のコミュニティがある。イラン人はアメリカ合衆国の統計においては白人とされる。
同市の15,035世帯のうち、18歳未満の子供がいる世帯は24.4%、結婚・同居している世帯は43.8%、未婚・離婚女性が世帯主である世帯は8.1%、非家族世帯は45.0%である。単身世帯は38.2%、65歳以上の老人1人暮らしの世帯は11.3%である。世帯の平均構成人数は2.24人、家族の平均構成人数は3.02人である。
同市の人口構成を年齢別に見ると18歳未満20.0%、18-24歳6.3%、25-44歳29.3%、45-64歳26.8%、65歳以上17.6%となっている。年齢の中央値は41歳である。性比は女性100人あたり男性83.5人である。18歳以上では女性100人あたり男性は79.4人である。

### 家計統計
2020年国勢調査によれば、平均住宅価格は3億円以上である。賃貸住宅の平均家賃は約40万円である。個人の平均年収は約2000万円である  。
ビバリーヒルズ高校白書の原題「Beverly Hills 90210」が示す通り、市の代表的な郵便番号は90210である。しかし、郵便番号90210の地域のほとんどはロサンゼルス市域にかかっている。また、一般的イメージとは異なり全米で最も裕福な地域の郵便番号は、アメリカ南東部フロリダ州マイアミビーチ市にある33139であり、カリフォルニア州で最も裕福なのは、サンフランシスコ郊外シリコンバレーにあるアサートンで、その郵便番号は94027である。

## 歴史
市の創設は1769年に遡ることができるが、現在のような住宅街としての開発が始まったのは20世紀に入ってからである。1950年代に入るとロデオドライブを中心とした高級住宅街、また先進的なファッションエリアとして発展した。

## 対外関係

### 姉妹都市･提携都市
- アカプルコ（メキシコ合衆国 ゲレーロ州）
- カンヌ（フランス共和国 プロヴァンス･アルプ･コートダジュール地方 アルプ･マリティーム県）
- ヘルツリーヤ（イスラエル国 テルアビブ地区）
- 浦東新区（中華人民共和国 上海市）

## 教育
ビバリーヒルズ市はビバリーヒルズ公立学区に属する。同学区内の高校はビバリーヒルズ高校（後述）のみである。
市内の一部はロサンゼルス公立学区に属している。

### ビバリーヒルズ高校
概要
以下の記述は英語版Wikipedia、en:Beverly Hills High Schoolに基づいて書かれている。詳細については英語版記事も参照のこと
ビバリーヒルズ高校は1927年創立の公立高校で、生徒数は2,000人を超える。全生徒の35%は外国生まれで、半数以上の生徒は英語以外の言語を母語として話す。イラン革命により、多くの富裕層、指導者層とその子弟がアメリカへ亡命してきたイラン系の生徒が特に多く、韓国やイスラエル、ロシア系の生徒も多い。
ビバリーヒルズ高校は学業面で優秀な高校であり、ブルーリボン賞を何度も受賞している。また、多数のセレブリティを輩出している。著名な卒業生や中退者にはロンダ・フレミング、ジョエル・グレイ、マイケル・ダグラス、リチャード・ドレイファス、キャリー・フィッシャー、ジーナ・ガーション、ニコラス・ケイジ、レニー・クラヴィッツ、デヴィッド・シュワイマー、アンジェリーナ・ジョリー、アリシア・シルヴァーストーン、スラッシュ、マリア・マッキーらを含む。

#### 「ビバリーヒルズ高校白書」
ビバリーヒルズ高校白書の舞台となった高校と間違われることが多いが、番組の舞台は実在しないウェストビバリーヒルズ高校である。撮影はトーランスにあるトーランス高校で行われた。脚本では元々ビバリーヒルズ高校の予定であったが、ビバリーヒルズ高校から許可が下りなかったと言われている。

## 舞台となった主な作品
市が映画やテレビの撮影に対し協力的なこともあり、多くの映画やテレビドラマの舞台となっている。

### 映画
- ビバリーヒルズ・コップ
- ビバリーヒルズ・コップ2
- ビバリーヒルズ・コップ3
- プリティ・ウーマン
- ターミネーター3

### テレビ
- ビバリーヒルズ高校白書
- オズボーンズ
- 新ビバリーヒルズ青春白書

## 出身･関連著名人

### 出身者
- キャリー・フィッシャー - 女優

### 居住その他ゆかりある人物
- セルゲイ・ラフマニノフ - 作曲家、指揮者
- チャールズ・チャップリン - 喜劇俳優、映画制作者。1919年、ビバリーヒルズでダグラス・フェアバンクスとメアリー・ピックフォード夫妻、D・W・グリフィスらとユナイテッド・アーティスツを共同設立。
- ジャン・ルノワール - 映画監督、脚本家。フランス印象派の画家ルノワールの子。
- ウィリアム・ワイラー - 映画監督
- ヴィンセント・ミネリ - 映画監督。ジュディ・ガーランド（女優、歌手）と結婚し、1946年にビバリーヒルズ界隈ロス市内で娘ライザ・ミネリ（女優、歌手）が生まれる。
- ジェームズ・ステュアート - 男優
- バーバラ・ハットン - ソーシャライト
- ルシール・ボール - 女優、コメディアン
- エレノア・パウエル - 女優、ダンサー。ビバリーヒルズで死去。元夫のグレン・フォードも同地で死去。
- ジーン・ケリー - 男優、ダンサー。ビバリーヒルズで死去。
- フランク・シナトラ - 歌手、男優、エンターテイナー。1998年、ビバリーヒルズの自宅で倒れ、ウェスト・ハリウッド市の病院で死去。
- ディーン・マーティン - 歌手、男優、エンターテイナー。シナトラ一家。1995年、ビバリーヒルズで死去。
- サミー・デイヴィスJr. - 歌手、男優、エンターテイナー。シナトラ一家。1990年、ビバリーヒルズの自宅で死去。
- チャールトン・ヘストン - 男優。1923生。2008年、ビバリーヒルズの自宅で死去。
- ロック・ハドソン - 男優。1925生
- ピーター・フォーク - 男優。1927生
- アンドレ・プレヴィン - 映画音楽作曲家。1929生
- エリザベス・モンゴメリー - 女優。1933生
- ミア・ファロー - 女優。上記シナトラやプレヴィン、ウディ・アレンらと結婚した。
- リチャード・ドレイファス - 男優
- ライオネル・リッチー - ミュージシャン
- フィル・コリンズ - ミュージシャン
- マドンナ - ミュージシャン、女優。1958生。[4]
- デミ・ムーア - 女優。1962生
- ジェイソン・ステイサム - 男優
- チャーリー・シーン - 男優
- ジャスティン・ビーバー - ミュージシャン
- マジック・ジョンソン - プロバスケットボール選手。1959生。球団と行き違いで引退後、ビバリーヒルズで投資会社等を経営[5]。